# Leichtathletik-Weltmeisterschaften 2013/Teilnehmer (Deutschland)
| Goldmedaillen | Silbermedaillen | Bronzemedaillen |
| ------------- | --------------- | --------------- |
| 4             | 2               | 1               |

Der Deutsche Leichtathletik-Verband stellte insgesamt 67 Teilnehmer bei den Leichtathletik-Weltmeisterschaften 2013 in der russischen Hauptstadt Moskau.

## Medaillen
Mit vier gewonnenen Gold-, zwei Silber- und einer Bronzemedaille belegte das deutsche Team Platz 5 im Medaillenspiegel.

### Medaillengewinner
| Gold - Robert Harting, Diskuswurf - Raphael Holzdeppe, Stabhochsprung - Christina Obergföll, Speerwurf - David Storl, Kugelstoßen | Silber - Michael Schrader, Zehnkampf - Christina Schwanitz, Kugelstoßen | Bronze - Björn Otto, Stabhochsprung |

## Ergebnisse

### Männer
Laufdisziplinen
| Athlet                                                                                       | Disziplin        | Vorlauf        | Vorlauf | Halbfinale         | Halbfinale         | Finale             | Finale             |
| Athlet                                                                                       | Disziplin        | Zeit           | Platz   | Zeit               | Platz              | Zeit               | Platz              |
| -------------------------------------------------------------------------------------------- | ---------------- | -------------- | ------- | ------------------ | ------------------ | ------------------ | ------------------ |
| Martin Keller                                                                                | 100 m            | 10,32 s        | 34      | nicht qualifiziert | nicht qualifiziert | nicht qualifiziert | nicht qualifiziert |
| Julian Reus                                                                                  | 100 m            | 10,27 s        | 30      | nicht qualifiziert | nicht qualifiziert | nicht qualifiziert | nicht qualifiziert |
| Carsten Schlangen                                                                            | 1500 m           | 3:40,31 min    | 23      | 3:44,44 min        | 22                 | nicht qualifiziert | nicht qualifiziert |
| Homiyu Tesfaye                                                                               | 1500 m           | 3:38,66 min    | 10      | 3:36,51 min        | 6                  | 3:37,03 min        | 5                  |
| Arne Gabius                                                                                  | 5000 m           | 13:34,26 min   | 26      |                    |                    | nicht qualifiziert | nicht qualifiziert |
| Erik Balnuweit                                                                               | 110 m Hürden     | 13,68 s        | 24      | nicht qualifiziert | nicht qualifiziert | nicht qualifiziert | nicht qualifiziert |
| Silvio Schirrmeister                                                                         | 400 m Hürden     | DNS            | DNS     | –––                | –––                | –––                | –––                |
| Steffen Uliczka                                                                              | 3000 m Hindernis | 8:28,32 min    | 17      |                    |                    | nicht qualifiziert | nicht qualifiziert |
| Christopher Linke                                                                            | 20 km Gehen      |                |         |                    |                    | 1:22:36 h          | 9                  |
| Lucas Jakubczyk Martin Keller Sven Knipphals Julian Reus Matthias Lindner Maximilian Kessler | 4 × 100 m        | 38,13 s SB     | 3       |                    |                    | 38,04 s SB         | 4                  |
| David Gollnow Eric Krüger Jonas Plass Miguel Rigau Thomas Schneider                          | 4 × 400 m        | 3:02,62 min SB | 12      |                    |                    | nicht qualifiziert | nicht qualifiziert |

Sprung/Wurf
| Athlet            | Disziplin      | Qualifikation | Qualifikation | Finale             | Finale             |
| Athlet            | Disziplin      | Weite/Höhe    | Platz         | Weite/Höhe         | Platz              |
| ----------------- | -------------- | ------------- | ------------- | ------------------ | ------------------ |
| Raphael Holzdeppe | Stabhochsprung | 5,55 m        | 7             | 5,89 m             | Gold               |
| Malte Mohr        | Stabhochsprung | 5,55 m        | 3             | 5,82 m             | 5                  |
| Björn Otto        | Stabhochsprung | 5,55 m        | 7             | 5,82 m             | Bronze             |
| Sebastian Bayer   | Weitsprung     | 7,95 m        | 10            | 7,98 m             | 9                  |
| Alyn Camara       | Weitsprung     | 7,77 m        | 18            | nicht qualifiziert | nicht qualifiziert |
| Christian Reif    | Weitsprung     | 8,09 m        | 4             | 8,22 m             | 6                  |
| David Storl       | Kugelstoßen    | 20,71 m       | 4             | 21,73 m SB         | Gold               |
| Christoph Harting | Diskuswurf     | 62,28 m       | 13            | nicht qualifiziert | nicht qualifiziert |
| Robert Harting    | Diskuswurf     | 66,62 m       | 1             | 69,11 m            | Gold               |
| Martin Wierig     | Diskuswurf     | 64,06 m       | 6             | 65,02 m            | 4                  |
| Markus Esser      | Hammerwurf     | 75,90 m       | 10            | 76,25 m            | 10                 |
| Lars Hamann       | Speerwurf      | 77,10 m       | 24            | nicht qualifiziert | nicht qualifiziert |
| Thomas Röhler     | Speerwurf      | 74,45 m       | 30            | nicht qualifiziert | nicht qualifiziert |
| Bernhard Seifert  | Speerwurf      | 80,02 m       | 14            | nicht qualifiziert | nicht qualifiziert |

Zehnkampf
| Athlet             | Disziplin | 100 m      | Weit- sprung | Kugel- stoßen | Hoch- sprung | 400 m      | 110 m Hürden | Diskus- wurf | Stabhoch- sprung | Speer- wurf | 1500 m         | Punkte  | Platz  |
| ------------------ | --------- | ---------- | ------------ | ------------- | ------------ | ---------- | ------------ | ------------ | ---------------- | ----------- | -------------- | ------- | ------ |
| Pascal Behrenbruch | Ergebnis  | 10,95 s SB | 7,19 m SB    | 15,86 m       | 1,99 m SB    | 48,40 s PB | 14,46 s      | 45,66 m      | 4,70 m           | 67,07 m     | 4:37,21 min    | 8316    | 11     |
| Pascal Behrenbruch | Punkte    | 872        | 859          | 843           | 794          | 890        | 916          | 780          | 819              | 845         | 698            | 8316    | 11     |
| Rico Freimuth      | Ergebnis  | 10,60 s    | 7,22 m       | 14,80 m       | 1,99 m PB    | 48,05 s SB | 13,90 s      | 48,74 m      | 4,90 m PB        | 56,21 m     | 4:37,83 min    | 8382 PB | 7      |
| Rico Freimuth      | Punkte    | 952        | 866          | 777           | 794          | 907        | 987          | 844          | 880              | 681         | 694            | 8382 PB | 7      |
| Michael Schrader   | Ergebnis  | 10,73 s    | 7,85 m SB    | 14,56 m       | 1,99 m PB    | 47,66 s PB | 14,29 s      | 46,44 m PB   | 5,00 m           | 65,67 m PB  | 4:25,38 min SB | 8670 PB | Silber |
| Michael Schrader   | Punkte    | 922        | 1022         | 763           | 794          | 926        | 937          | 797          | 910              | 824         | 775            | 8670 PB | Silber |

### Frauen
Laufdisziplinen
| Athletin                                                                                                   | Disziplin        | Vorlauf     | Vorlauf | Halbfinale         | Halbfinale         | Finale             | Finale             |
| Athletin                                                                                                   | Disziplin        | Zeit        | Platz   | Zeit               | Platz              | Zeit               | Platz              |
| --- | ---------------- | ----------- | ------- | ------------------ | ------------------ | ------------------ | ------------------ |
| Tatjana Pinto                                                                                              | 100 m            | 11,38 s     | 22      | 11,54 s            | 24                 | nicht qualifiziert | nicht qualifiziert |
| Verena Sailer                                                                                              | 100 m            | 11,11 s     | 5       | 11,16 s            | 10                 | nicht qualifiziert | nicht qualifiziert |
| Esther Cremer                                                                                              | 400 m            | 52,17 s     | 20      | 52,42 s            | 22                 | nicht qualifiziert | nicht qualifiziert |
| Diana Sujew                                                                                                | 1500 m           | 4:09,40 min | 25      | nicht qualifiziert | nicht qualifiziert | nicht qualifiziert | nicht qualifiziert |
| Sabrina Mockenhaupt                                                                                        | 10.000 m         |             |         |                    |                    | DNF                | DNF                |
| Nadine Hildebrand                                                                                          | 100 m Hürden     | 13,16 s     | 18      | 13,04 s            | 16                 | nicht qualifiziert | nicht qualifiziert |
| Gesa Felicitas Krause                                                                                      | 3000 m Hindernis | 9:42,19 min | 15      |                    |                    | 9:37,11 min        | 9                  |
| Antje Möldner-Schmidt                                                                                      | 3000 m Hindernis | 9:28,87 min | 4       |                    |                    | 9:34,06 min        | 8                  |
| Maike Dix Yasmin Kwadwo Tatjana Pinto Verena Sailer Inna Weit (Katharina Grompe verletzt, nicht angereist) | 4 × 100 m        | 42,65 s SB  | 5       |                    |                    | 42,90 s            | 4                  |

Sprung/Wurf
| Athletin                   | Disziplin      | Qualifikation | Qualifikation | Finale             | Finale             |
| Athletin                   | Disziplin      | Weite/Höhe    | Platz         | Weite/Höhe         | Platz              |
| -------------------------- | -------------- | ------------- | ------------- | ------------------ | ------------------ |
| Kristina Gadschiew         | Stabhochsprung | 4,55 m        | 9             | 4,45 m             | 10                 |
| Carolin Hingst             | Stabhochsprung | 4,45 m        | 16            | nicht qualifiziert | nicht qualifiziert |
| Lisa Ryzih                 | Stabhochsprung | 4,55 m        | 8             | 4,55 m             | 8                  |
| Silke Spiegelburg          | Stabhochsprung | 4,55 m        | 1             | 4,75 m             | 4                  |
| Marie-Laurence Jungfleisch | Hochsprung     | 1,92 m        | 11            | NMW                | NMW                |
| Lena Malkus                | Weitsprung     | 6,49 m        | 16            | nicht qualifiziert | nicht qualifiziert |
| Malaika Mihambo            | Weitsprung     | 6,49 m        | 17            | nicht qualifiziert | nicht qualifiziert |
| Sosthene Moguenara         | Weitsprung     | 6,63 m        | 8             | 6,42 m             | 12                 |
| Christina Schwanitz        | Kugelstoßen    | 19,18 m       | 4             | 20,41 m SB         | Silber             |
| Josephine Terlecki         | Kugelstoßen    | 17,87 m       | 13            | nicht qualifiziert | nicht qualifiziert |
| Julia Fischer              | Diskuswurf     | 60,09 m       | 13            | nicht qualifiziert | nicht qualifiziert |
| Nadine Müller              | Diskuswurf     | 63,16 m       | 5             | 64,47 m            | 4                  |
| Betty Heidler              | Hammerwurf     | 68,83 m       | 18            | nicht qualifiziert | nicht qualifiziert |
| Kathrin Klaas              | Hammerwurf     | 68,34 m       | 20            | nicht qualifiziert | nicht qualifiziert |
| Katharina Molitor          | Speerwurf      | 60,32 m       | 13            | nicht qualifiziert | nicht qualifiziert |
| Christina Obergföll        | Speerwurf      | 62,36 m       | 7             | 69,05 m SB         | Gold               |
| Linda Stahl                | Speerwurf      | 64,51 m       | 3             | 64,78 m            | 4                  |

Siebenkampf
| Athletin        | Disziplin | 100 m Hürden | Hochsprung | Kugelstoßen | 200 m   | Weitsprung | Speerwurf | 800 m          | Punkte  | Platz |
| --------------- | --------- | ------------ | ---------- | ----------- | ------- | ---------- | --------- | -------------- | ------- | ----- |
| Kira Biesenbach | Ergebnis  | 13,88 s      | 1,71 m     | 12,91 m     | DNF     | -          | -         | -              | DNS     | DNS   |
| Kira Biesenbach | Punkte    | 995          | 867        | 721         | -       | -          | -         | -              | DNS     | DNS   |
| Julia Mächtig   | Ergebnis  | 14,38 s      | 1,71 m     | 15,48 m     | 25,45 s | 6,07 m     | 44,74 m   | 2:17,28 min    | 6021    | 17    |
| Julia Mächtig   | Punkte    | 925          | 867        | 893         | 846     | 871        | 758       | 861            | 6021    | 17    |
| Claudia Rath    | Ergebnis  | 13,55 s      | 1,83 m PB  | 12,88 m     | 24,27 s | 6,67 m PB  | 39,04 m   | 2:06,43 min PB | 6462 PB | 4     |
| Claudia Rath    | Punkte    | 1043         | 1060       | 719         | 955     | 1062       | 649       | 1018           | 6462 PB | 4     |